# Banc Central dels Estats d'Àfrica Occidental
El Banc Central dels Estats d'Àfrica Occidental o BCEAO (abreviatura a partir del seu nom en francès, Banque centrale des États de l'Afrique de l'Ouest), és una institució pública internacional que agrupa els vuit països d'Àfrica Occidental membres de la Unió Econòmica i Monetària d'Àfrica Occidental.

## Història
El seu precedessor, l'Institut d'Emission de l'Afrique Occidentale Française et du Togo, fou creat en 1955 i es va transformar en BCEAO en 1959. El tractat establint la Unió Monetària d'Àfrica Occidental (UMOA), signat el 12 de maig de 1962, donava al BCEAO el dret exclusiu a l'emissió de moneda com a banc central comú dels seus estats membres:
- Benín
- Burkina Faso
- Costa d'Ivori
- Guinea Bissau (des del 2 de maig de 1997

El BCEAO és el banc central dels estats en verd. El BEAC ho és dels estats en vermell

- Mali
- Níger
- Senegal
- Togo

## Funcions
Creat en 1962 pel Tractat de la Unió Monetària d'Àfrica Occidental, es troba a càrrec, d'acord amb els bancs centrals nacionals dels països membres, de:
- L'emissió de moneda, el Franc CFA (codi monetari: XOF), que és de curs legal als països membres de la UEMOA.
- L'aplicació de la política monetària comuna.
- La fixació dels tipus d'interès.
- La gestió i control de les reserves a càrrec, així com del deute exterior.
- La legislació bancària i financera dels estats membres de la Unió.
- L'assistència als estats membres de la Unió en les seves relacions amb institucions financeres i monetàries internacionals.

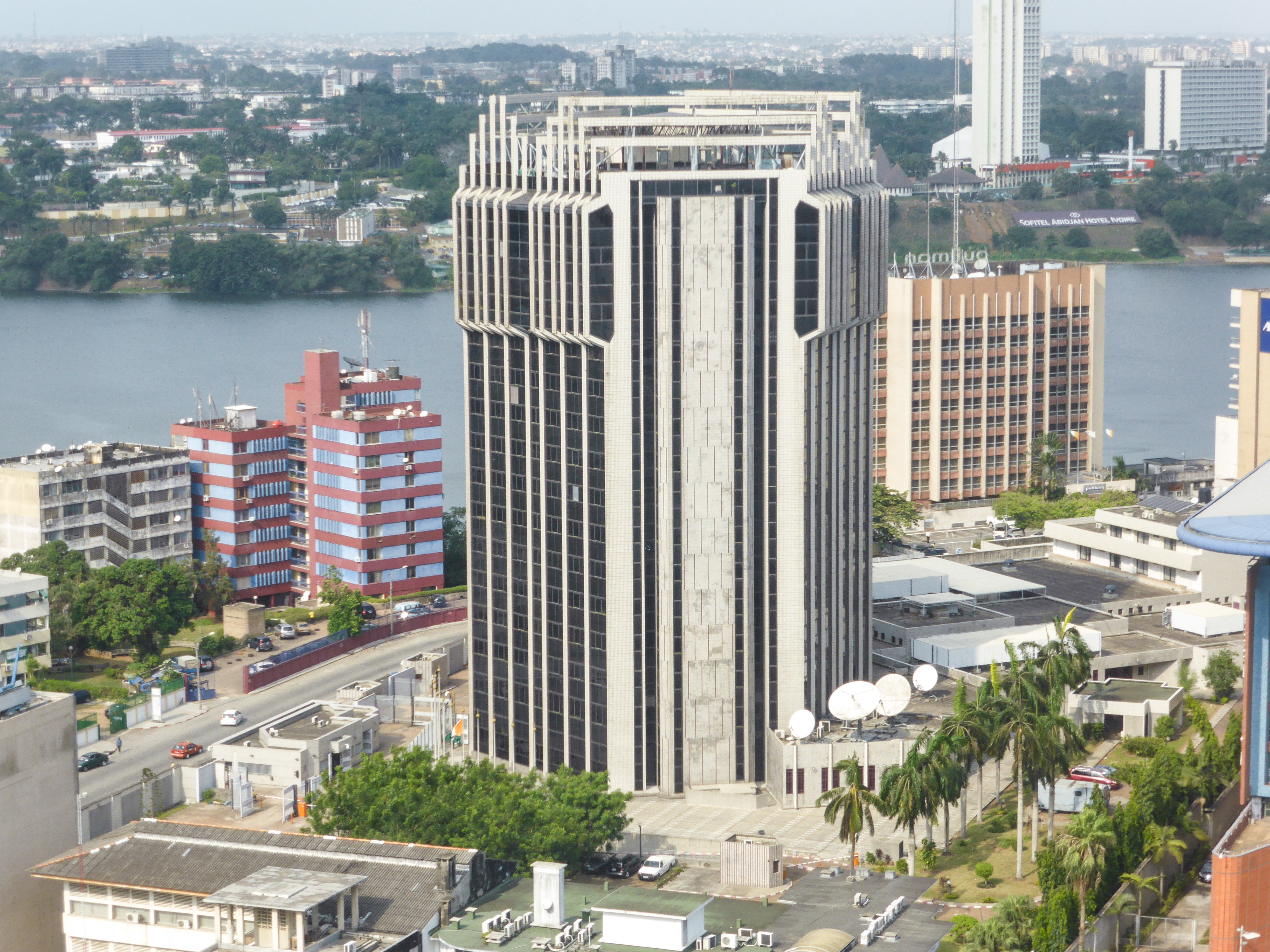
Agència del BCEAO a Abidjan

## Franc CFA
Gràcies a un acord monetari amb França, el Franc CFA de la BCEAO va ser convertible amb el franc francès fins a finals de 1999, estant fixat mitjançant un tipus fix (revisable) garantit pel dipòsit del BCEAO d'un fons de reserva en el Tresor francès, constituït per les aportacions dels bancs centrals nacionals de cada país membres de la UEMOA.
En finalitzar 1999, havent reemplaçat l'euro al franc francès, l'acord monetari amb França es va mantenir, comptant amb l'acord del Banc Central Europeu. No obstant això, es va redefinir un nou tipus fix del Franc CFA amb l'euro, si bé es va mantenir la garantia de França sota certes condicions pel Banc de França, entre elles el manteniment del fons de reserva en el Tresor francès.
Malgrat l'anterior, el BCEAO és lliure de crear reserves suplementàries (en metall o en divises) en altres bancs centrals, amb l'objecte de facilitar el comerç internacional i disposar de reserves addicionals en altres divises diferents de l'euro.

## Seu
La seu del BCEAO està a Dakar, Senegal. El seu governador és, des del 30 de maig de 2011, Koné Tiemoko Meyliet, qui va succeir al costaivorenc Philippe-Henri Dakoury-Tabley, nomenat el 17 de gener de 2008. Est va succeir al seu compatriota Charles Konan Banny, qui havia ocupat el lloc des de 1990 fins a 1993 de manera interina després de la dimissió del també costaivorenc Alassane Dramane Ouattara, qui va obtenir el càrrec de Primer Ministre, abans de ser titular del càrrec en 1994. Triat el també Primer Ministre de Costa d'Ivori en 2005, Charles Konan Banny va cedir el lloc interinament al burkinès Justin Damo Baro. Aquest no va obtenir finalment el càrrec en titularitat, en virtut d'un acord tàcit segons el qual el càrrec de governador ha de recaure sobre el país amb la major massa financera, que era llavors Costa d'Ivori.